# 西尾寿造
西尾寿造（1881年10月31日—1960年10月26日），日本帝国时代的陆军大将。他被认为是日本帝國陸軍中最为成功和最有才能的军事战略家之一。在七七事变后他指挥中国派遣军侵占了中国北方大部。

## 早年
西尾寿造是鸟取县人。他在1902年毕业于日本陆军士官学校14期，后毕业于日本陆军大学校22期。他参加了日俄戰爭，并在黒沟台会战中立下战功。从1921年到1923年他在第10师团歩兵第10联队服役。之后他在日本陆军大学校任教直到1925年，后任第10师团步兵第40联队指挥官。从1926年到1929年任教育总监部第一课长。1929年任第20师团步兵第39旅团长，驻防朝鲜。1930年至1932年他任军事调查委员长，1934年兼任参谋本部第四部长。

## 中国
1934年3月5日他出任关东军参谋长，负责组建满洲国军和绥靖满州国。1936年西尾寿造出任参谋次长兼军务局代理局长。1937年他短暂的担任近卫师团长，之后被调往中国。在七七事变后西尾寿造在1937年8月26日出任第2军司令官，并参加津浦线作战，率领日军一直打到黄河。之后他指挥徐州会战，率领第2军渡过黄河，攻入山东直到1938年4月30日他的部队在台儿庄会战中被击败为止。之后他被调回日本国内，出任教育总监。1939年9月12日西尾寿造重返中国，出任第13军司令官。之后他在1939年9月22日出任第一任中国派遣军司令官，并指挥了枣宜会战和第一次长沙战役。他的部队成功的顶住了国民革命军发起的1939年-1940年冬季攻势，并在1940年春季发起包括枣宜会战的大小战斗，逐渐夺回了被中国军队占领的地区。1940年中国派遣军虽在百团大战中受到彭德怀指挥的八路军打击，他仍然对河南地區的国军发动了豫南會戰。1941年3月1日，西尾寿造再次被调回日本，出任军事参议官直到1943年被编入了预备役。

## 日本
1944年西尾寿造复出，出任东京都长官直到第二次世界大戰结束。1945年12月2日被指定为甲级战犯嫌疑人，但从未被盟军最高总司令部正式指控，不久西尾寿造获释，1960年在东京都逝世。

## 栄典
位階
- 昭和14年（1939年）8月15日 - 従三位
- 昭和18年（1943年）4月15日 - 正三位[1]

勲章
- 昭和9年（1934年）4月29日 - 勲一等旭日大綬章[1]
- 昭和15年（1940年）4月29日 - 功一級金鵄勲章[1][2]

### Books
- Dorn, Frank. . MacMillan. 1974. isbn = 0025322001.
- Fuller, Richard. . London: Arms and Armor. 1992. ISBN 1-85409-151-4.